# Michel Hrynchyshyn
Michel Hrynchyshyn (ur. 18 lutego 1929, zm. 12 listopada 2012) – duchowny greckokatolicki. Święcenia kapłańskie uzyskał w 1952. W latach 1982–2012 egzarcha Francji dla wiernych kościoła bizantyjsko-ukraińskiego. W latach 1987–1989 administrował także egzarchatem greckokatolickim dla Wielkiej Brytanii.